# Oberamt Geislingen

Karte der württembergischen Oberämter, Stand 1926

Das Oberamt Geislingen war ein württembergischer Verwaltungsbezirk (auf beigefügter Karte #16), der 1934 in Kreis Geislingen umbenannt und 1938 aufgelöst wurde. Dabei wurde der größte Teil des Kreisgebiets dem Landkreis Göppingen zugeschlagen, acht Gemeinden kamen zum Landkreis Ulm und eine zum Landkreis Münsingen. Allgemeine Bemerkungen zu württembergischen Oberämtern siehe Oberamt (Württemberg).

## Geschichte

Oberamt Geislingen, Gebietsstand 1813, mit den früheren Herrschafts- und Ämtergrenzen
Legende

### Geschichte bis 20. Jahrhundert
Die Stadt Geislingen und die meisten der umliegenden Orte gehörten bis 1802 zum Territorium der Reichsstadt Ulm, fielen mit dem Reichsdeputationshauptschluss an Bayern und kamen 1810 per Staatsvertrag zu Württemberg. Dem noch im selben Jahr gebildeten Oberamt Geislingen wurde auch das kurzlebige Oberamt Wiesensteig eingegliedert. Nachbarn des von 1818 bis 1924 dem Donaukreis zugeordneten Bezirks waren die württembergischen Oberämter Ulm, Heidenheim, Göppingen, Gmünd, Blaubeuren, Münsingen, Urach und Kirchheim.

### Ehemalige Herrschaften
1813, nach Abschluss der Gebietsreform, setzte sich der Bezirk aus Bestandteilen zusammen, die im Jahr 1800 zu folgenden Herrschaften gehört hatten:
- Reichsstadt Ulm
Zur Unteren Herrschaft, deren Verwaltungsmittelpunkt Geislingen war, gehörten alle in der Liste genannten Gemeinden mit überwiegend evangelischer Bevölkerung.
- Kurbayern
Die Herrschaft Wiesensteig umfasste die Orte Wiesensteig, Deggingen, Ditzenbach, Drackenstein, Gosbach, Hohenstadt (1/2), Mühlhausen, Reichenbach und Westerheim. Sie kam 1806 per Rheinbundakte unter württembergische Hoheit.
- Herzogtum Württemberg
Die altwürttembergische Hälfte von Hohenstadt war dem Oberamt Göppingen unterstellt.
- Reichsritterschaft
Beim Ritterkanton Kocher der schwäbischen Ritterschaft waren die folgenden Herrschaften immatrikuliert, die 1806 an Bayern fielen und 1810 an Württemberg abgetreten wurden:
  - Donzdorf (Graf von Rechberg),
  - Weißenstein mit Böhmenkirch, Nenningen, Schnittlingen, Treffelhausen (Graf von Rechberg),
  - Eybach (Graf von Degenfeld-Schonburg),
  - Kleinsüßen (Freiherr von Bubenhofen).

## Gemeinden

### Einwohnerzahlen 1842
Folgende Gemeinden waren dem Oberamt 1842 unterstellt:

Gemeinden und Markungen um 1860

| frühere Gemeinde     | Einwohnerzahl 1842 | Einwohnerzahl 1842 | heutige Gemeinde         |
| frühere Gemeinde     | evangel.           | kathol.            | heutige Gemeinde         |
| -------------------- | ------------------ | ------------------ | ------------------------ |
| Geislingen           | 2312               | 33                 | Geislingen an der Steige |
| Altenstadt           | 852                | –                  | Geislingen an der Steige |
| Amstetten            | 313                | –                  | Amstetten                |
| Aufhausen            | 506                | –                  | Geislingen an der Steige |
| Böhmenkirch          | 1                  | 1694               | Böhmenkirch              |
| Bräunisheim          | 251                | 1                  | Amstetten                |
| Deggingen            | 5                  | 1862               | Deggingen                |
| Ditzenbach           | 2                  | 556                | Bad Ditzenbach           |
| Donzdorf             | 1                  | 1946               | Donzdorf                 |
| Drackenstein         | –                  | 264                | Drackenstein             |
| Eybach               | 270                | 419                | Geislingen an der Steige |
| Gingen               | 1410               | –                  | Gingen an der Fils       |
| Gosbach              | 1                  | 788                | Bad Ditzenbach           |
| Groß-Süßen           | 1245               | –                  | Süßen                    |
| Hausen a. d. Fils    | 317                | –                  | Bad Überkingen           |
| Hofstett-Emmerbuch 1 | 218                | 1                  | Amstetten                |
| Hohenstadt           | –                  | 403                | Hohenstadt               |
| Klein-Süßen          | –                  | 189                | Süßen                    |
| Kuchen               | 1174               | –                  | Kuchen                   |
| Mühlhausen           | 12                 | 483                | Mühlhausen im Täle       |
| Nenningen            | 18                 | 451                | Lauterstein              |
| Oppingen             | 183                | –                  | Nellingen                |
| Reichenbach          | 32                 | 627                | Deggingen                |
| Schalkstetten        | 32                 | 627                | Amstetten                |
| Schnittlingen        | –                  | 285                | Böhmenkirch              |
| Steinenkirch         | 347                | 10                 | Böhmenkirch              |
| Stötten              | 223                | –                  | Geislingen an der Steige |
| Stubersheim          | 302                | –                  | Amstetten                |
| Treffelhausen        | –                  | 334                | Böhmenkirch              |
| Türkheim             | 436                | 1                  | Geislingen an der Steige |
| Ueberkingen          | 509                | –                  | Bad Überkingen           |
| Unter-Böhringen      | 882                | 1                  | Bad Überkingen           |
| Waldhausen           | 137                | –                  | Geislingen an der Steige |
| Weiler               | 186                | –                  | Geislingen an der Steige |
| Weißenstein          | 8                  | 728                | Lauterstein              |
| Westerheim           | 1                  | 940                | Westerheim               |
| Wiesensteig          | 35                 | 1477               | Wiesensteig              |
| Summe                | 12437              | 13711              |                          |

### Änderungen im Gemeindebestand seit 1813
Um 1825 wurde Hofstett am Steig von Geislingen nach Weiler umgemeindet.
1912 wurde Altenstadt nach Geislingen eingemeindet.
1933 wurden Groß- und Kleinsüßen zur Gemeinde Süßen zusammengeschlossen.

## Amtsvorsteher
Die Oberamtmänner des Oberamts Geislingen von 1810 bis 1938:
- 1810–1811: Johann Albrecht Wollaib
- 1811–1824: Johann Friedrich Müller
- 1824–1831: Gottlieb Ludwig Heinrich von Gess
- 1831–1832: Gustav Stockmayer (Amtsverweser)
- 1832–1838: Karl Ludwig Baur
- 1838–1852: Adolph Schmidlin
- 1852–1857: Christian Ludwig Christoph Schüz
- 1857–1861: Gottlob Friedrich Kinzelbach
- 1861–1867: Hermann Wunderlich
- 1867–1874: Friedrich Karl Boller
- 1874–1885: Gottlob Immanuel Kauffmann
- 1885–1892: Max Hänle
- 1893–1894: Heinrich Otto Widmann
- 1894–1897: Ludwig Friedrich Schmidt
- 1897–1902: Karl Hermann Siegeneger
- 1902–1910: Wilhelm Hasel
- 1911–1916: Hugo Neuffer
- 1916–1918: Karl Essig (Amtsverweser)
- 1918–1923: Anton Beutel
- 1923–1928: Ernst Mäulen
- 1928–1937: Karl Kircher
- 1937–1938: im Hinblick auf die Aufhebung Verwaltung durch Amtsverweser